# Charles-Eugène Pénaud
Pour les articles homonymes, voir Penaud.
Charles-Eugène Pénaud, né le 24 décembre 1800 à Brest, et mort le 25 mars 1864 à Toulon, est un officier de marine français du XIXe siècle, promu au grade de vice-amiral.

Il effectue des missions dans les différentes mers du globe, de l'Amérique centrale et du Sud, d'Afrique, dans la Baltique, océan Indien, Océanie, pendant lesquelles il est nommé seize fois au commandement de bâtiments.

## Famille
Issu d'une famille de marins, Charles Pénaud est le fils de Pierre Pénaud, lieutenant de vaisseau de la marine impériale, et d'Élisabeth de Kerdisien Trémais. Il a deux frères, Édouard Pénaud, vice-amiral, et Pierre Pénaud, inspecteur en chef.

## Biographie

### Antilles
Afin de tester son goût pour la navigation, son père le fait embarquer sur le vaisseau le Lys comme mousse, sous le commandement de son ami le capitaine de vaisseau Milius, chef de la 1re division navale, qui fait route vers les Antilles françaises, après la signature de la paix (traité de Paris, 30 mai 1814). De retour début 1815, il poursuit ses études et passe l'examen d'entrée dans la marine en mars 1817.
Le 1er juillet, il est reçu élève de la marine de 2e classe. Vers la fin de l'année 1817, il quitte la France sur la frégate-flûte la Revanche, sous le commandement du capitaine de frégate Jacques Pelleport (1775-1827), frère de Pierre de Pelleport, qui a pour mission de transporter des colons déportés, des vivres, et du matériel à Fort-Royal en Martinique.

### Mer des Indes
Le 3 mai 1818, il embarque sur la flûte le Golo, sous le commandement du capitaine M. le baron de Mackau, en route pour l'île Bourbon, avec à bord le gouverneur de l'île, le Baron Milius. Le 1er janvier 1819, il est élève de 1re classe.

#### 18 ans et commandant

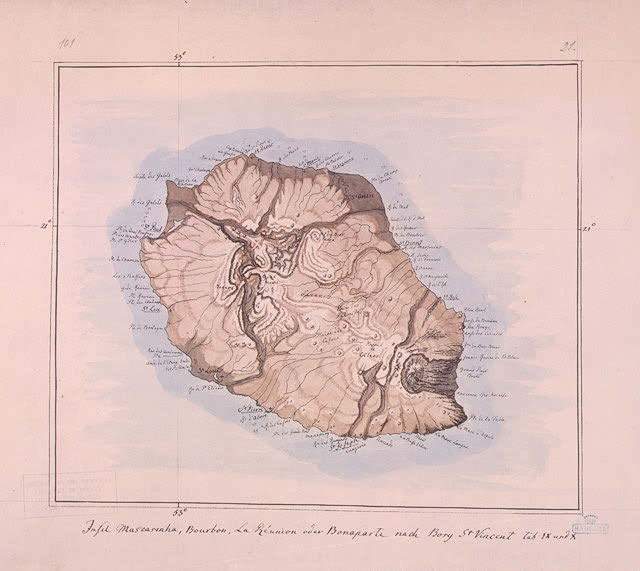
L'île Bourbon (La Réunion) sous Bonaparte, dessinée par Bory de St-Vincent

Arrivé à la station locale de l'île Bourbon (La Réunion), il a successivement le commandement de quatre petits bâtiments, en mer des Indes, chargé d'effectuer des relevés topographiques des côtes de Madagascar.
Le 1er juin 1819, c'est celui de la goélette la Reconnaissance. Il est de retour le 10 janvier 1820.
Vers le 20 janvier 1821, il quitte la rade de Saint-Denis comme commandant de la goélette du roi le Sylphe, pour une expédition scientifique d'échanges de plantes, de La Réunion, Madagascar et d'Europe, avec Colombo, Pondichéry et le Bengale. En août, le naturaliste du roi Jean-Baptiste Leschenault de La Tour monte à bord, chargé de nombreuses découvertes (des roches et des minéraux, dont la pierre de lune de Ceylan, des plantes dont l'herbe de Guinée de Coromandel et des canneliers, collections d'animaux...). La goélette est de retour dans la rade de l'île Bourbon le 20 septembre 1821 ;
Du 26 novembre 1821 au 12 février 1822, il commande la Vénitienne, sur laquelle il est nommé enseigne de vaisseau le 9 janvier 1822. Il est de nouveau sur le Sylphe, du 14 mars 1822 au 12 février 1824. Et enfin, le Colibri, du 1er avril au 31 mai 1824.

### Voyage d'exploration scientifique
Il quitte définitivement l'océan Indien, en embarquant sur la corvette l'Espérance, commandée par Paul de Nourquer du Camper, qui a été rejointe le 20 mai 1824 par la frégate la Thétis pour un tour du monde (voyage d'exploration scientifique 1824-1826) sous les ordres de Hyacinthe de Bougainville, chef d'expédition, où il effectue des observations astronomiques et météorologiques. Le récit de l'expédition est publié par Edmond Bigot de La Touanne (1796-1863), lieutenant de vaisseau sur la Thétis, dans l'Album pittoresque de la frégate la Thétis et de la corvette l'Espérance. En avril 1826, les bateaux quittent Rio de Janeiro et arrivent à Brest le 23 juin, après huit années passées loin de la France.

### Guerre d'Alger
En juin 1827, il est sur la frégate la Vestale en Méditerranée, sur les côtes de la régence d'Alger, dans la division navale du capitaine de vaisseau Joseph Collet (1768-1828), composée de treize bâtiments partis de Toulon pour venger l'insulte faite au représentant de la France, le consul Deval.

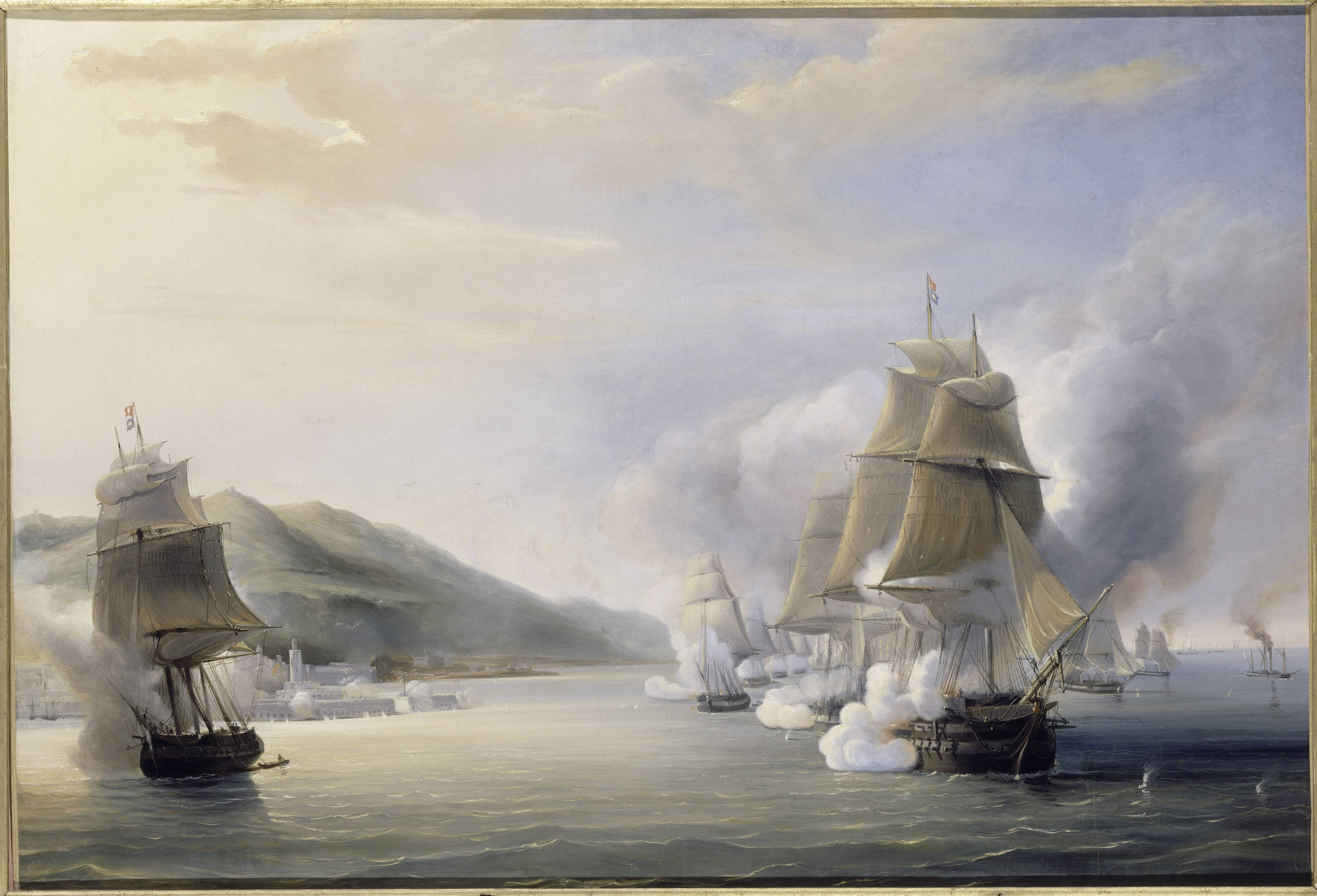
Attaque d'Alger par mer, le 3 juillet 1830, par la Provence du vice-amiral Duperré. Léon Morel-Fatio, 1836

En septembre, il prend le commandement de l'Amazone, avec laquelle il se dirige vers la station des Antilles. Il est promu lieutenant de vaisseau le 31 décembre 1828.

#### Expédition d'Alger
Début 1830, il embarque sur la Couronne à Brest pour Toulon, où il est appelé par le vice-amiral baron Duperré comme officier d'ordonnance sur le vaisseau la Provence (en), commandé par Alexis Jean Marie Villaret de Joyeuse (1788-1873), fils de Louis Thomas Villaret-Joyeuse. Il assiste à la prise d'Alger, avec la charge de réunir les embarcations du débarquement de la première division du corps expéditionnaire.

### Expédition contre le Portugal
Il est second sur la frégate l'Armide, puis en 1831 et 1832, sur la Ville de Marseille, l'un des vaisseaux de la flotte de l'amiral Roussin, où il se distingue dans le combat du Tage. Il est décoré de la croix de chevalier de la Légion d'honneur.

### Guyane et Martinique
En 1833, il commande à Toulon le chébec le Chamois, et se rend en Corse, à l'île d'Elbe, puis à Alexandrie.
De 1834 à 1837, son pavillon sur la corvette la Béarnaise, il navigue vers la Guyane, où il fait des relevés hydrographiques. Il quitte Cayenne, en juillet 1836, pour rejoindre le contre-amiral de Mackau et prendre le commandement de la station en Martinique.
De retour en France, il occupe un poste au Dépôt des cartes et plans de la Marine. Il est promu capitaine de corvette le 28 août 1838, et appelé comme aide de camp auprès de Duperré, ministre de la Marine.

### Blocus de Buenos Aires
Le 6 août 1839, il prend le commandement de la corvette la Triomphante et fait route vers la division du Brésil, et vers La Plata, pour rejoindre son supérieur le contre-amiral Dupotet. Celui-ci lui confie une division composée de six bâtiments, pour protéger le général Lavalle contre les troupes de Rosas, qu'il mène pendant huit mois dans le Rio Paraná. Il est de retour à Brest le 19 janvier 1841. Chargé de mission, il repart le 29 mars pour le Sénégal, Cayenne, et la Guadeloupe, et rentre le 21 juillet.
À son retour, il est nommé capitaine de vaisseau de 2e classe, le 25 novembre 1842, et reprend ses fonctions d'aide de camp de Duperré, à Paris.
Le 4 février 1843, il est nommé commandant de la frégate la Didon.

### Campagne de l'Océanie
Le 4 août 1843, c'est comme commandant de la frégate la Charte qu'il quitte Brest pour rejoindre le contre-amiral du Petit-Thouars, avec à son bord quatre sœurs de Saint-Joseph de Cluny (elles s'installeront à Papeete à l'endroit qui deviendra l'hôpital Vaiami), passe le Cap Horn, et direction la Polynésie française, où il fait un rapport descriptif de la rade de Talou (Opounohou) à Émeo (Moorea).

Le 16 février 1844 à Mangareva, il signe avec le Révérend Père Liausu, en présence du roi et des grands chefs des îles Mangareva (îles Gambier), l'acte d'Acceptation du protectorat par la France. Le 13 mars, il arrive à Tahiti, alors en état de siège, avec la 26e compagnie d'infanterie embarquée aux îles Marquises pour assurer la défense du fort, sur l'isthme de Taravao. Il prend part à des opérations menées par le capitaine de vaisseau Bruat, et opère dans le combat de Mahahena (Mahaena) du 17 avril, dans la discipline et l'organisation.
La Charte retourne à Toulon, le capitaine de frégate Pénaud fait son rapport le 23 août 1845.

### Escadres
Le 9 février 1846, il est nommé officier de la Légion d'honneur, le capitaine de vaisseau Pénaud part avec le commandement du vaisseau le Neptune (en), chargé de rejoindre une division contre Madagascar sous les ordres de Duvivier, mais à la suite de l'annulation de la mission, il rallie l'escadre d'évolutions du prince de Joinville, partie de Toulon en mai 1846.
En mars 1847, commandant du vaisseau l'Iéna, il quitte Brest pour Toulon, où il dirige l'escadre d'évolutions, composée de deux vaisseaux et deux frégates à vapeur, en route pour une mission de surveillance des côtes de Tunisie, avec escales à Naples, les îles d'Hyères, Gênes, La Spezia. Il est de retour à Toulon le 21 novembre.
Pendant deux ans, il fait partie du conseil des travaux de la Marine.

### Station d'Afrique
Nommé le 13 février 1850 commandant de la division navale des côtes occidentales d'Afrique, il part à bord de la frégate à vapeur l'Eldorado sur laquelle il effectue une expédition dans la Casamance, il est alors chef de la station navale à Gorée au Sénégal. Successeur de Édouard Bouët-Willaumez, il est chargé de protéger les comptoirs coloniaux (Sénégal, Côte d'Ivoire et Gabon), soutenir le gouverneur du Sénégal Auguste-Léopold Protet, et faire appliquer la convention du 29 mai 1845, pour la répression de la traite des noirs, signée à Londres, par Louis-Clair de Beaupoil, comte de Saint-Aulaire et Victor, duc de Broglie pour la France, George comte d'Aberdeen et le Dr Stephen Lushington pour le Royaume-Uni, Grande-Bretagne et Irlande.
La même année, il crée le jardin de la station de Libreville, au Gabon, qui sera continué par Eugène-Auguste Bouët (1806-1858), frère cadet d'Édouard Bouët-Willaumez, et lieutenant de vaisseau sur l'aviso à vapeur de l'État du Sénégal le Serpent, avec lequel il avait effectué un voyage d'exploration des cours d'eau du Grand-Bassam, en 1849.
Le 25 mars 1851 à Elinkine, au nom du gouverneur Auguste-Léopold Protet, Pénaud signe avec Marques de Diaté, chef de Samatite et de Sicobito, un traité d'amitié et de reconnaissance de la suzeraineté française du territoire. Ce jour, il signe également avec Marques de Badiocoline, roi de Cagnut, un traité de cession du territoire de l'île de carabane à la France.
Arrivé à Lorient en janvier 1852, il rapporte un jeune gorille des bords de la rivière du Gabon, espèce découverte en 1847 par Thomas Staughton Savage, missionnaire protestant de New York, et un jeune chimpanzé. Tous deux sont destinés à la Ménagerie, mais morts pendant la traversée, ils sont conservés entiers dans de l'alcool, et seront donnés au Muséum national d'histoire naturelle.
Il est promu contre-amiral le 11 juin 1853, et le 29, directeur de cabinet et chef d'État-major de Théodore Ducos, ministre de la Marine et des Colonies.

### Guerre de Crimée

#### Escadre française de la Baltique
La guerre est déclarée à la Russie, et une expédition dans la Baltique est constituée, commandée par le vice-amiral Alexandre Ferdinand Parseval-Deschênes sur l'Austerlitz. Le 25 avril 1854, au départ de Brest, Pénaud prend le commandement en sous-ordre de l'escadre de la Baltique, son pavillon sur le Duguesclin, et par la suite, le Trident. Il prend part au siège de Bomarsund.

#### Chef de la division navale de la Baltique

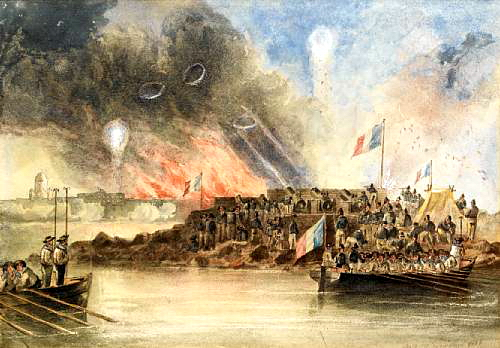
Bombardement de Sveaborg, mer Baltique, 9 août 1855

Le 15 avril 1855, il quitte Brest, en tant que chef d'escadre de la division navale de la Baltique, composée des vaisseaux mixtes, Tourville, sur lequel il hisse le pavillon, Duquesne, Austerlitz, et des vapeurs D'Assas et Aigle. Il fait une escale à Cherbourg, où le contre-amiral Odet-Pellion, préfet maritime de Cherbourg, lui remet les documents de la dernière campagne laissés par Parseval, et lui confie son fils, Fortuné (1837-1863), sorti au début de l'année de l'École navale, pour parfaire sa formation au combat.

En mai, après quelques escales pour des ravitaillements en vivres et charbon, ainsi que l'embarquement de pilotes connaissant la région, la division navale arrive à Fårösund, point de rendez-vous avec la flotte britannique de Richard Saunders Dundas. Les deux bateaux Tourville et Duquesne arrivent en remorquant les deux autres, Austerlitz et D'Assas, en avarie matériel. La baie déserte, ils louvoient vers Kronstadt, et le lendemain, les chaudières rallumées, rejoignent la flotte de Dundas. Le 11 juin, Pénaud embarque avec Fortuné sur la corvette à vapeur britannique Merlin pour une mission de reconnaissance, évitant tir de canon et mines sous-marines « Jacobi ». En juillet, le Merlin embarque les deux amiraux, Pénaud et Dundas, pour une nouvelle reconnaissance.

Pendant deux nuits, Pénaud fait installer six mortiers, protégés par des sacs de terre, de sable et gabions, sur l'îlot Abraham, lieu situé à un peu plus de deux kilomètres où aucun navire ne peut approcher. Durant les deux jours de bombardement, les russes n'y firent ni blessé ni dégât matériel, cet îlot fut une position stratégique d'attaque dans la bataille sur Sveaborg.
Cette action lui vaut la décoration de grand-officier de la Légion d'honneur, ainsi qu'une lettre de satisfaction de l'empereur Napoléon III, par l'intermédiaire de l'amiral Hamelin.
Rentré en France, il assiste, en janvier 1856, au conseil de guerre réunit au palais des Tuileries. En février, il est décoré chevalier-commandeur de l'ordre du Bain par la reine d'Angleterre, Victoria.
Il repart en mer, avec un commandement en sous-ordre, aider au rapatriement de l'armée d'Orient.
Le 26 décembre, il devient membre titulaire du Conseil d'Amirauté, à Paris, jusqu'en 1860. Entre-temps, le 7 novembre 1858, il est promu vice-amiral.

### Escadre de cuirassée
En octobre 1863, il commande la 1re escadre de cuirassée, dont les vaisseaux cuirassés Solferino et Magenta, les frégates cuirassées Normandie, Couronne et Invincible, les vaisseaux à vapeur Napoléon et Tourville, et l'aviso à vapeur Talisman. Il part de Cherbourg le 25 novembre, reste une dizaine de jours dans la rade de Brest, puis direction Madère et les îles Canaries. Il est de retour après six semaines avec son mémoire pour le ministre de la marine, les résultats des tests de navigation effectués sous voile et vapeur.

### Escadre d'évolutions de la Méditerranée

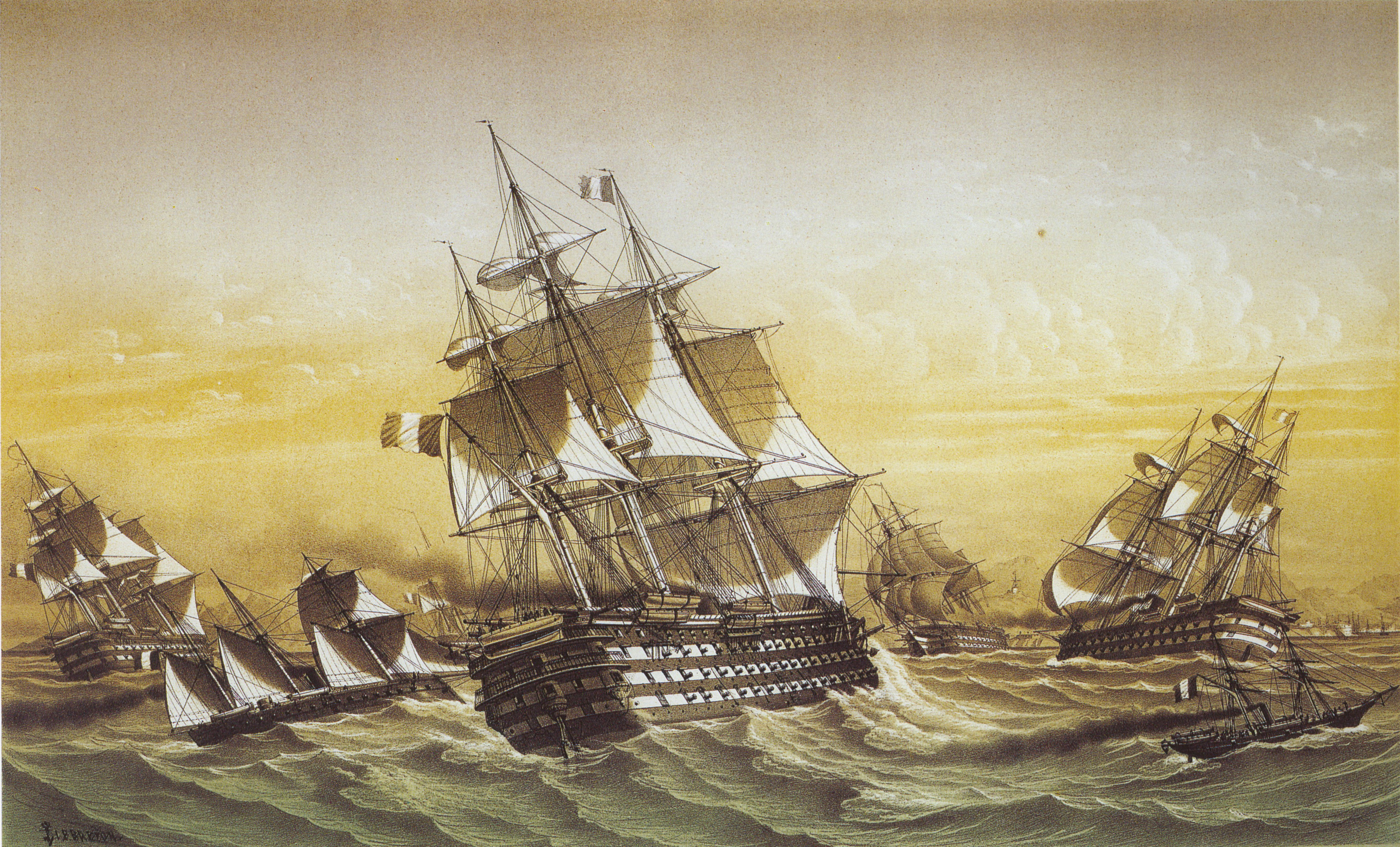
L'escadre d'évolutions avec les bâtiments, Ville de Paris, Algésiras et Gloire

Il accepte le commandement en chef de l'escadre d'évolutions de la Méditerranée le 16 janvier 1864, il quitte Paris et hisse son pavillon, en février 1864, sur la Ville de Paris à Toulon.

## Décès
Atteint d'une hépatite aiguë, il décède à bord de la Ville de Paris dans le port de Toulon, le 25 mars 1864.

Ses obsèques ont lieu à l'église de la Madeleine le 31 mars, sans les honneurs militaires dus au grade de vice-amiral commandant en chef, selon ses souhaits, pour ne pas priver financièrement sa femme Marie-Antoinette-Charlotte Huard de La Mare (-1893) et ses enfants, Alphonse et Eugène, de son modeste revenu.
Il reposait au cimetière du Père-Lachaise (32e division) dans une sépulture de famille qui a disparu.

## États de service
- Mousse : 1814
- Élève de 2e classe : 1er juillet 1817
- Élève de 1re classe : 1er janvier 1819
- Enseigne de vaisseau : 9 janvier 1822
- Lieutenant de vaisseau : 31 décembre 1828
- Capitaine de corvette : 28 août 1838
- Capitaine de vaisseau de 2e classe : 25 novembre 1842[12]
- Contre-amiral : 11 juin 1853
- Vice-amiral : 7 novembre 1858

## Décorations
- Chevalier de la Légion d'honneur : 20 août 1831
- Officier de la Légion d'honneur : 9 février 1846
- Commandeur de la Légion d'honneur : 2 mai 1852
- Grand-officier de la Légion d'honneur : 2 octobre 1855
- Commandeur de l'ordre du Bain : février 1856

### Sources
- Ministère de la Marine et des colonies, Revue maritime et coloniale vol. 11, 1864, pp. 131 et suivantes
- Le Petit Journal, Numéro 421, dimanche 27 mars 1864, p. 3